# Jiří Karásek ze Lvovic
Jiří Karásek ze Lvovic, in italiano: Jiří Karásek da Lvovice, (Praga, 24 gennaio 1871 – Praga, 5 marzo 1951) è stato un poeta, scrittore e critico letterario ceco.
Fu un importante rappresentante del decadentismo nella letteratura ceca ma scrisse spesso anche in stili diversi come quello naturalistico e quello impressionistico.

## Biografia
Karásek ze Lvovic studiò teologia alla Facoltà Teologica di Praga, ma non portò a termine gli studi. Successivamente, lasciò la Boemia per un anno e al suo ritorno iniziò a lavorare come impiegato presso l'ufficio postale. Non molto tempo dopo fu nominato direttore della biblioteca del Ministero delle Poste, e direttore del Museo e Archivio Postale. Nel 1894 fondò, insieme a Ernst Stroll, la nota rivista Modern Review, nella quale pubblicò principalmente opere di letteratura e d'arte collocabili nel contesto del decadentismo ceco e francese. Successivamente, pubblicò due riviste, incentrate sul tema della riforma sessuale: Hlas (Voce) e Nový Hlas (Nuova voce).
Durante la sua vita egli costruì una vasta biblioteca privata (48.000 volumi) e una collezione di arte e grafica slava (40.000 articoli). Nel 1922 donò questa collezione all'Organizzazione cecoslovacca Sokol (situata nella casa dei Tyrš a Praga), a condizione che potesse essere gestita da lui fino a che non fosse morto. Nel 1954 la collezione entrò a far parte dell'Archivio Nazionale di Letteratura.
Karásek era anche uno scrittore, autore di molte poesie e opere in prosa. Alcuni dei suoi romanzi sono ora classificati come letteratura di fantascienza. Karásek era interessato all'occultismo ed era un membro della società ceca di ermetica "Hermetik Universalia". Egli era anche un collezionista di dipinti. La sua collezione fu una delle più grandi collezioni di arte moderna in tutta Europa e venne successivamente nazionalizzata ed esposta nei musei cechi.
Quasi dimenticato, Karásek morì di polmonite a Praga nel 1951.

## Opere letterarie
- Zazděná okna (Finestre murate), 1894
- Sodoma (1895) - la prima edizione fu bandita
- Kniha aristokratická (Un libro aristocratico), 1896
- Sexus necans (1897)
- Gotická duše (Una mente gotica ) (1900, edizioni riviste nel 1905 e 1921)
- Romány tří mágů (Romanzi di tre maghi): Román Manfreda Macmillena (1907), Scarabaeus (1908), Ganymedes (1925)
- Ztracený ráj (Paradiso perduto), 1938
- Zplozenci pekla (I figli dell'inferno), 1940, romanzo rivisto di Josef Jiří Kolár